# Ле Разе (Фрозиноне)
Ле Разе је насеље у Италији у округу Фрозиноне, региону Лацио.
Према процени из 2011. у насељу је живело 155 становника. Насеље се налази на надморској висини од 164 м.